# Aleksander Gorajski (szambelan)
Aleksander Gorajski herbu Korczak (ur. 1762, zm. 1802) – członek szlacheckiego rodu Gorayskich. Szambelan króla Stanisława Augusta Poniatowskiego (od 1782). Właściciel dóbr w Moderówce. Około 1790 roku ożenił się z Teofilą Bukowską.